# Ashraf al-Hadjudj
Ashraf Ahmad Al-Hadjudj (également orthographié Ashraf Jumaa El Hagoug et Ashraf Ahmad Jum'a) (bulgare : Ашраф Ахмад ал-Хаджудж) (né le 25 octobre 1969 à Alexandrie en Égypte) est un médecin palestinien-bulgare, principal accusé dans l'affaire des infirmières bulgares.

## Biographie
Né en 1969, il quitte enfant l'Égypte avec ses parents pour la Libye en 1972, où son père travaillait en tant que professeur de mathématiques dans le supérieur, après que ses parents eurent obtenu un contrat avec l’ambassade de Libye en Egypte, pour travailler tous deux au ministère libyen de l’enseignement. Al-Hadjudj grandit et étudie la médecine en Libye. 
Il entre comme interne à l’hôpital El-Fateh de Benghazi le 1er août 1998, dans le service de gastro-entérologie. Il était dans le dernier mois de son internat dans le service pédiatrique quand il fut enlevé et accusé d'avoir infecté plus de 400 enfants libyens avec le VIH. Les coaccusés étaient cinq infirmières bulgares (Kristiana Valcheva, Nasya Nenova, Valya Chervenyashka, Valentina Siropulo et Snezhana Dimitrova).
En février 2000 commence le premier procès. Ils sont accusés d'avoir délibérément inoculé à des enfants le VIH, de complot et d'adultère. Les infirmières et Al-Hadjudj ont reconnu que les aveux avaient été soutirés sous la torture qu'ils ont subie au cours de la première année de détention. Al-Hadjudj indiquera lors de son audition à la Commission d'enquête parlementaire de l'Assemblée nationale en 2008, qu'à cette époque, l’ambassadeur palestinien à Tripoli a envoyé une lettre au président Yasser Arafat pour lui dire qu'Al-Hadjudj avait avoué travailler pour le Mossad et la CIA, puis a simplement accordé 5 000 dollars à sa famille et nommé un avocat pour le défendre.
S'appuyant sur un rapport scientifique européen, la défense déclara au Tribunal que le VIH était présent à l'hôpital de Benghazi, avant que les infirmières n'aient commencé à y travailler en 1998. En mai 2004, les six accusés sont condamnés à mort par fusillade. 
En décembre 2005, le Tribunal libyen a commué la condamnation et ordonné un nouveau procès. Le 19 décembre 2006, les accusés sont de nouveau condamnés à mort.
Le 11 juillet 2007, la Cour suprême libyenne confirme les condamnations à mort. La Cour suprême change plus tard son verdict en emprisonnement à perpétuité. Le 24 juillet 2007 après négociation avec le Président français Nicolas Sarkozy, les infirmières bulgares et Al-Hadjudj, qui a reçu la nationalité bulgare en juin 2007 du président bulgare Gueorgui Parvanov afin qu'il puisse être expulsé vers la Bulgarie, ont été libérés par Mouammar Kadhafi selon le protocole d'échange de prisonniers. Par décret du président Parvanov, convaincu de leur innocence, ils ont été graciés. Abdel Rahman Shalgham, le ministre des affaires étrangères libyen, a déclaré que Parvanov avait le droit de les gracier. 
Au moment de sa libération, le chef du protocole libyen lui demande devant les ambassadeurs de plusieurs pays s'il veut rester en Libye pour purger sa peine ou partir à Gaza mais Al-Hadjudj lui répond qu'il ne veut « pas rester dans le monde arabe, quel que soit le pays » mais vouloir aller en Bulgarie.
Après avoir été libéré en 2007, Al-Hadjudj s'établit en Bulgarie et il se marie avec une femme bulgare. Ils eurent un fils nommé Rayan né en Bulgarie. Le mariage fut bref et peu de temps après, Ashraf Al-Hadjudj s'installa aux Pays-Bas où ses parents et ses sœurs avaient trouvé l'asile politique en 2005, après avoir été menacés et agressés en Libye,.
En 2010, il publie, aux Pays-Bas, un livre sur les souffrances endurées dans la prison libyenne, dont le titre  néerlandais est Khaddafi's zondebok.
Après sa libération de la prison libyenne, Al-Hadjudj a annoncé son intention de poursuivre la Libye pour détention illégale, tortures sadiques et conditions de détention inhumaines, lors de sa visite aux Pays-Bas. Depuis lors, il participe activement aux campagnes des droits de l'homme, contribuant à la protection et à la promotion des droits de l'homme, de la primauté du droit et de la justice pour tous. En avril 2009 à Genève, il se confronte à la présidente libyenne du Conseil des droits de l'homme des Nations unies Najjat Al-Hajjaji, lors du Comité préparatoire de la Conférence mondiale sur le racisme. Par la suite Ashraf Al-Hadjudj aborde le faible niveau des droits de l'homme et de liberté d'expression en Libye, réclamant la justice pour tous lors du sommet de Genève pour les droits de l'homme et la démocratie. En septembre 2010, il participe de nouveau à la campagne visant à écarter la Libye de la présidence du Conseil des droits de l'homme de l'ONU, lancée par UN Watch. À Genève, il a livré son témoignage sur les crimes de Mouammar Kadhafi devant le Conseil des droits de l'homme des Nations unies. 
En mars 2012, le Tribunal néerlandais a statué en sa faveur lors de son procès contre douze responsables libyens pour torture et lui a accordé 1 million d'euros pour préjudices matériel et immatériel qui sont le résultat de traitements inhumains et de tortures. Quelques semaines après la décision du Tribunal des Pays-Bas, le Comité des droits de l'homme des Nations unies a également statué en faveur du docteur Al-Hadjudj trouvant que la Libye avait violé ses droits (articles 7, 9 et 14 du pacte international relatif aux droits civils et politiques). Selon la résolution de l'ONU, la Libye devrait l'indemniser à la suite de sa détention tenue secrète, des traitements inhumains et des tortures, et initier des poursuites pénales contre les auteurs de ces violations. [17] 
En juillet 2012, à Varna en Bulgarie, Al-Hadjudj se marie avec sa partenaire ukrainienne après quatre années de relations. Il vit aux Pays-Bas avec son épouse.